# Степановка (Кетрисановская сельская община)
Степановка (укр. Степанівка) — село в Кетрисановской сельской общине Кропивницкого района Кировоградской области Украины.
До 2020 года входило в Бобринецкий район
Население по переписи 2001 года составляло 69 человек. Почтовый индекс — 27214. Телефонный код — 5257. Занимает площадь 0,422 км². Код КОАТУУ — 3520882404.